# Oyapock

Mapa obrazująca granicę między Gujaną Francuską i Brazylią wzdłuż rzeki Oyapock

Oyapock (fr. Fleuve Oyapock, port. Rio Oiapoque) – rzeka o długości 370 km wyznaczająca część granicy między Gujaną Francuską i Brazylią (370 km z 730,4 km granicy).
Granica na Oyapock została ustalona w 11 kwietnia 1713 r. na podstawie pokoju utrechckiego, który kończył hiszpańską wojnę sukcesyjną.
Od strony Gujany Francuskiej następujące gminy sąsiadują z rzeką: Saint-Georges-de-l’Oyapock i Camopi.
Źródła rzeki znajdują się na terenie brazylijskiego stanu Amapá, na północ od pasma Serra Uassipein, które jest północną częścią Serra de Tumucumaque (nazwa brazylijska – Tumuc-Humac). Uchodzi do Oceanu Atlantyckiego.